# Julia Bracken Wendt
Julia Bracken Wendt, (Apple River, Illinois, 10 de junio de 1871- Laguna Beach, 22 de junio de 1942) fue una escultora estadounidense.

## Trayectoria
Era la duodécima de trece hijos de una familia católica irlandesa. Sin apoyo en casa tras la muerte de su madre cuando tenía nueve años, se escapó a los trece años. A los dieciséis años trabajaba como empleada doméstica para una mujer que reconoció su talento y pagó para inscribirla en el Instituto de Arte de Chicago. Allí estudió con Lorado Taft y en 1887 era su asistente en el estudio y en sus clases. En 1893, durante la Exposición Colombina, fue una de las escultoras apodadas White Rabbits que crearon algunas de las esculturas que adornaban los edificios de la exposición.
Además recibió el encargo de producir para la Exposición Illinois Welcoming the Nations (Illinois dando la bienvenida a las naciones). Después de la Exposición la obra fue fundida en bronce y presentada en el Capitolio del Estado de Illinois, en la inauguración el gobernador Altgeld fue el orador principal.
En 1906, en pleno éxito de su carrera artística, se casó con el pintor William Wendt y se mudó a Los Ángeles, California, donde continuó esculpiendo con éxito. En California enseñó en el Otis Art Institute y, con su marido, contribuyó a la fundación del California Art Club en 1909, que se desarrolló sobre la premisa de permitir la membresía de mujeres y escultores.
Wendt pertenecía a la Sociedad Nacional de Escultura por lo que expuso en las exposiciones de 1923 y 1929 y sus obras aparecieron en los catálogos de dichas exposiciones. 
Murió en Laguna Beach el 22 de junio de 1942.

## Obras
- Museo de Historia de Chicago
- Monumento a la Guerra Civil, Missionary Ridge, en Chattanooga, Tennessee
- Museo de Arte Laguna
- Colección de retratos de la Universidad de Harvard
- Antiguo Ayuntamiento de Los Ángeles (ahora ubicado en el Museo de Historia Natural del Condado de Los Ángeles )
- Lincoln Park, Los Ángeles, California
- Numerosas colecciones privadas